# Mycalesis alboplaga
Mycalesis alboplaga är en fjärilsart som beskrevs av Hans Rebel 1914. Mycalesis alboplaga ingår i släktet Mycalesis och familjen praktfjärilar. Inga underarter finns listade i Catalogue of Life.